# IBM 5100
El IBM 5100 Portable Computer fue un computador de escritorio introducido en septiembre de 1975, seis años antes del IBM PC.

## Descripción
El IBM 5100 estaba basado en un módulo de procesador de 16 bits llamado PALM, que era el acrónimo de "Put All Logic in Microcode" (Pon Toda la Lógica en Microcódigo). El Manual de Información de Mantenimiento del IBM 5100 también se refería al módulo PALM como el controlador. El PALM podía direccionar directamente 64 KB de memoria. Algunas configuraciones del IBM 5100 tenían una memoria ROM llamada ROS Ejecutable (Executable Read Only Storage) y que junto con la memoria RAM sumaban más de 64 KB, así que se usó un simple esquema de conmutación de bancos de memoria. El interpretador APL y/o el BASIC fueron almacenados en un espacio de direcciones de Lenguaje ROS que el PALM trataba como un dispositivo periférico.

### El computador portátil
Una sola unidad integrada contenía el teclado, la pantalla CRT de cinco pulgadas, la unidad de cinta, el procesador, varios cientos de kilobytes de memoria ROM que contenía software de sistema, y hasta 64 KB de RAM. Tenía el tamaño de una pequeña maleta, pesaba cerca de 25 kg y podía ser transportado en una carcasa opcional de transporte; por ello el nombre de "portable".
Mientras que hoy en día el IBM 5100 parece grande, en 1975 era una realización técnica asombrosa empaquetar una computadora completa con una cantidad grande de memoria RAM y ROM, la pantalla CRT y una unidad de cinta en una máquina tan pequeña. Pasaron dos años más antes de que el Commodore PET, con características similares, fuera lanzado. Anteriores computadoras de escritorio de aproximadamente el mismo tamaño, como el HP-9830, no incluyeron un CRT ni tanta memoria. Una computadora equivalente de IBM de finales de los años 1960 habría sido casi tan grande como dos escritorios y hubiera pesado más de media tonelada.

### Monitor externo
Un monitor de video externo (o un receptor de televisión modificado) se podía conectar con el IBM 5100 vía un conector BNC en el panel trasero. Mientras que el 5100 tenía un interruptor en el panel delantero para seleccionar la pantalla interna entre blanco sobre negro o negro sobre blanco, este interruptor no afectaba al monitor externo, que solamente ofrecía caracteres brillantes en un fondo negro. La frecuencia fue fijada en 60 Hz, que pudieron haber sido inconvenientes para los usuarios en países con sistemas de televisión de 50 herzios, por ejemplo muchos países europeos y suramericanos.

### Adaptador de comunicaciones
También en septiembre de 1975, IBM anunció el IBM 5100 Communications Adapter (Adaptador de Comunicaciones IBM 5100). Eso permitió al 5100 transmitir y recibir datos a un sistema remoto. Hizo que el 5100 pareciera igual que un IBM 2741 Communications Terminal (Terminal de Comunicaciones IBM 2741) y en teoría podía comunicarse con máquinas compatibles con el IBM 2741 en modo start-stop (inicio-parada) usando la notación EBCD (Extended Binary Code Decimal). El EBCD era similar, pero no idéntico, al código más común EBCDIC de IBM.

### Acoplador de Dispositivo de Investigación
En el volumen 16, número 1, página 41 (1977) del IBM Systems Journal, el artículo "El IBM 5100 y el Acoplador de Dispositivo de Investigación - Un sistema de automatización de laboratorio personal", se lee: "Un sistema de automatización de laboratorio pequeño ha sido desarrollado usando el IBM 5100 Portable Computer en conjunción con el Acoplador de Dispositivo de Investigación. Este sistema compacto proporciona una computadora dedicada con lenguaje de alto nivel y una interface de adquisición de datos y control para experimentos en los que la velocidad de transmisión no exceda los 9600 baudios. Dos experimentos ejemplifican el uso del sistema. El Acoplador de Dispositivo de Investigación descrito en este papel es un prototipo del Acoplador de Dispositivo IBM 7406".

### Diferentes modelos
Estaba disponible en 12 modelos que proporcionaban 16 KB, 32 KB, 48 KB o 64 KB de memoria principal. El 5100 se vendía entre $8.975 y $19.975.

## Lenguajes de programación
El 5100 estaba disponible con el lenguaje de programación APL, o con BASIC, o ambos.
Las máquinas que soportaban ambos lenguajes proporcionaban un interruptor de palanca en el panel frontal para seleccionar el lenguaje. Cuando los ingenieros en IBM pidieron un beta tester para su análisis, vino Donald Polonis, quien comentó que si la gente tuviera que aprender APL para usarlo, el IBM 5100 no tendría mucho éxito como computador personal. Él intentó inculcar el principio de que un computador personal tenía que ser fácil de usar para ser aceptado.

## Biblioteca de solucionador de problemas
La IBM ofreció con el IBM 5100 tres Problem Solver Libraries (Bibliotecas de Solucionador de Problemas), contenidas en cartuchos de cinta magnética, para proporcionar más de 1000 rutinas interactivas aplicables a problemas matemáticos, a técnicas estadísticas y a análisis financieros.

## El emulador en microcódigo
El 5100 fue basado en el concepto innovador de IBM que, usando un emulador escrito en microcódigo, una pequeña y relativamente barata computadora podía ejecutar programas escritos para computadores mucho más grandes y mucho más costosos, sin el tiempo y el costo de escritura y depuración de hacer nuevos programas desde cero. Consecuentemente, el microcódigo del 5100 fue escrito para emular la mayoría de la funcionalidad de un System/370 y un System/3.
Dos de esos programas provenientes de computadores mayores fueron incluidos. Una versión levemente modificada del APL.SV, el intérprete de APL original de los mainframes System/370 de IBM, y el intérprete BASIC usado en sus minicomputadores System/3.
IBM usó más adelante el mismo acercamiento para la introducción en 1983 del modelo XT/370 del IBM PC, que fue un XT estándar con la adición de una tarjeta emuladora del System/370.

## Retirada del mercado
El 5100 fue retirado del mercado en marzo de 1982. En enero de 1978 IBM anunció su sucesor, el IBM 5110.

## El IBM 5150
Cuando el IBM PC fue introducido en 1981, fue designado originalmente como el IBM 5150, poniéndolo en la serie del "5100", aunque su arquitectura no fue descendiente directa del IBM 5100.